# اتحادیه کومیرا
اتحادیه کومیرا (به لاتین: Kumira Union) یک منطقهٔ مسکونی در بنگلادش است که در Tala Upazila واقع شده‌است.